# サルミアッキ・コスケンコルヴァ

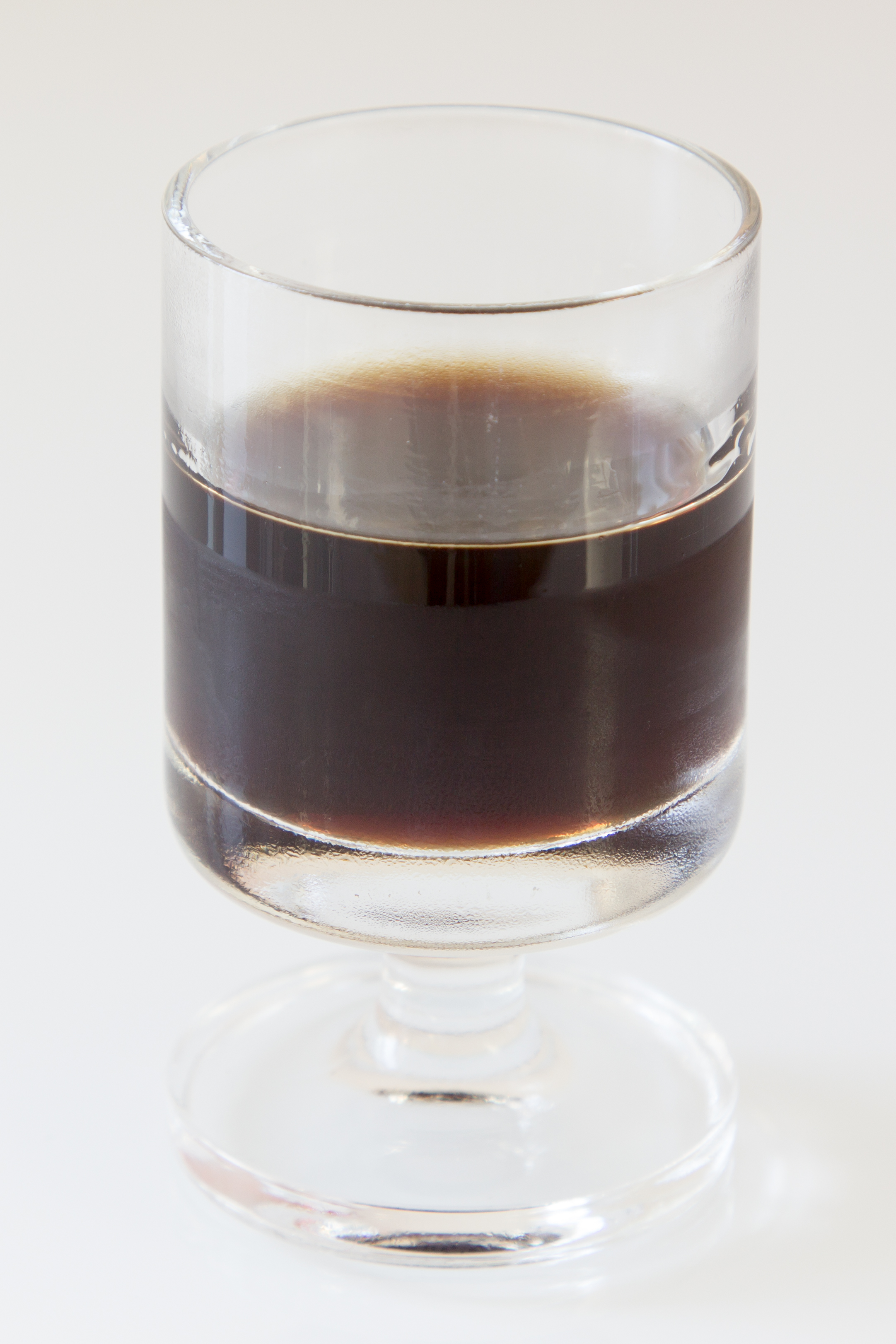
グラスに入ったドイツのLakritzlikör

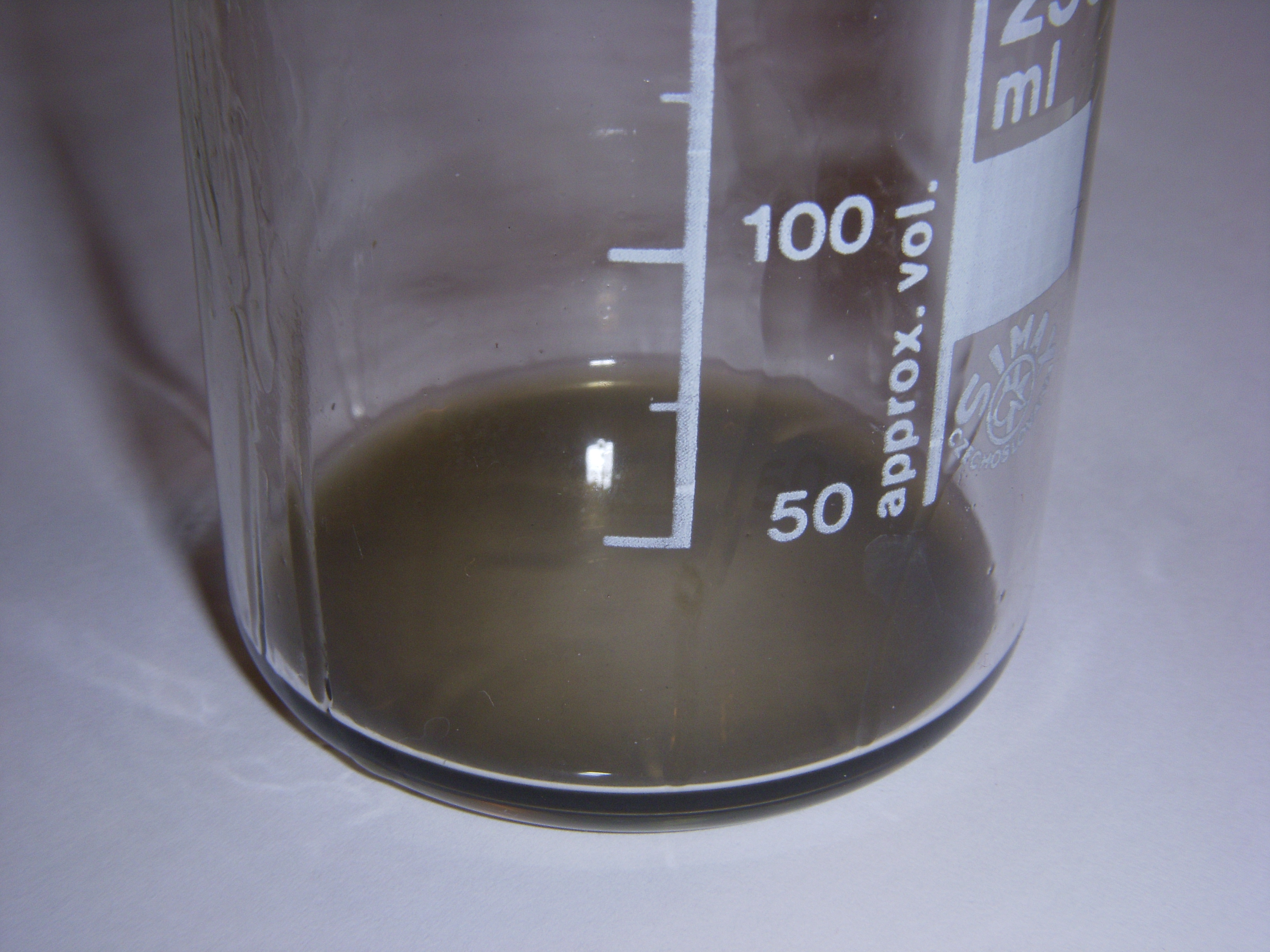
特徴的な色が分かる

サルミアッキ・コスケンコルヴァ(Salmiakki Koskenkorva)は、フィンランドで人気のあるカクテルのプレミックスである。伝統的に、コスケンコルヴァウォッカにサルミアッキの抽出物を溶かして作る。抽出物の代わりに粉末にしたティルキスクペパー（サルミアッキのキャンディ）を用いることもある。
粘度のある黒色の液体で、粘度が薄い場合は暗茶灰色を呈する。カーボンブラックの微細な粒子が液体中に懸濁している。
1990年代の前までは、フィンランドにはあまりカクテルの文化がなかったが、フィンランド内のいくつかのバーがサルミアッキキャンディを挽いて粉にしたものを使ってカクテルを提供し始めた。これが特に若者の間でトレンディな飲み物となり、そのため、今でも「ティーンエージャーのウォッカ」(“teenagers' vodka”)と言われることがある。
この飲料の起源やレシピについては、裏付けに乏しい証拠しか残っていない。コスケンコルヴァもティルキスクペパーも、サルミアッキ・コスケンコルヴァの発明が主張されるより前から存在していたものであり、ウォッカとリコリスを混ぜる発想自体は、恐らく1990年代のずっと前からあったと考えられる。一方、サルミアッキ・コスケンコルヴァは、フィンランドで最初に販売されたカクテルのプレミックスの1つである。1980年代末に、当時バーテンダーとして働いていた歌手のヤリ・シッランパーが発明したというよく知られた噂話もある。
サルミアッキ・コスケンコルヴァの味は、リコリス菓子や鎮咳去痰薬の味に良く似ている。これは、サルミアッキの人気ブランドの1つであるApteekin Salmiakkiが咳止め薬にも使用されているためである。唾液が増えるという作用もある。